# Harka Raj Rai
Harka Raj Sampang Rai (o Harka Sampang; nepalí: हर्कराज साम्पाङ राई) es un político nepalí y actual alcalde de Dharan. Rai también es activista social. Ha sido elegido como candidato independiente al cargo de Alcalde, teniendo como símbolo electoral 'Bastón/Lauro' para las elecciones locales de 2022. Derrotó al candidato del Congreso Nepalí, Kishore Rai, al recibir 20.821 votos.

## Temprana edad y educación
Rai nació en Khartamchha, Khotang, que se encuentra en la actual municipalidad rural de Kepilasgadhi. Su padre era un ex soldado Gurkha británico. Se mudó a Dharan en 1998 después de completar sus exámenes SLC para seguir una educación superior. Se graduó de Mahendra Multiple Campus en Dharan y comenzó a trabajar como tutor. Después de completar su educación superior, había ido a Irak y Afganistán en busca de empleo.

## Carrera política
Rai participó en las elecciones parciales de 2019 para alcalde de Dharan como independiente, pero solo logró obtener 422 votos. Volvió a competir por el cargo de alcalde en las elecciones de 2022 aún como independiente y fue elegido después de obtener una participación de votos del 39,8%.